# Takhti-Stadion
Das Takhti-Stadion (persisch ورزشگاه تختی) ist ein multifunktionelles Stadion im Osten Teherans, Iran. Es wird trotz des Vorhandenseins von Leichtathletikanlagen heute hauptsächlich für Fußballspiele genutzt und ist das Heimstadion von Naft Teheran.
Das bis zu 30.122 Zuschauer fassende Stadion wurde 1973 als Farah-Stadion eröffnet. Beim Bau lehnte man sich an das Design des Olympiastadion München an. Nach einer ersten Erweiterung 2005 wurde das Stadion 2006 und 2007 zweimal umfangreich saniert und renoviert. Dabei wurden ein neuer Kunstrasen und neue Sitze installiert. 2008 fanden Spiele der Westasienmeisterschaft im Stadion statt. Es wurde nach Gholamreza Takhti, einem erfolgreichen iranischen Ringer, benannt.